# Propst
Propst (lateinisch praepositus) „Vorgesetzter“ ist die Bezeichnung für verschiedene Leitungsämter in der römisch-katholischen Kirche sowie in evangelischen und anglikanischen Kirchen.

## Etymologie
Die Bezeichnung leitet sich von lateinisch praepositus ‚Vorsteher‘, wörtlich ‚Vorgesetzter‘, her. Sie entwickelte sich über mittellateinisch propostus und althochdeutsch prōbōst zum heutigen Propst. Die Schreibvariante Probst wurde neben Propst noch bis ins 18. Jahrhundert verwendet. In Familiennamen ist die altertümliche Schreibung Probst weitaus häufiger als Propst.

## Römisch-katholische Kirche

### Diözesanklerus
Der Propst ist in der Regel der Leiter der äußeren Angelegenheiten eines Dom- oder Stiftskapitels (Dom-, Stiftspropst), sofern die Kapitelstatuten nichts anderes bestimmen. Er war besonders im Mittelalter häufig Archidiakon eines bestimmten Sprengels einer Diözese. Einige Pröpste waren zum Teil bis zum Zweiten Vatikanischen Konzil Träger einiger Pontifikalien. Der Stiftspropst des Kollegiatstifts Altötting ist zum Tragen aller Pontifikalien mit Ausnahme des Bischofsstabes berechtigt.
- Ein Dompropst ist der gewählte Vorstand derjenigen Domkapitel in der römisch-katholischen Kirche, die zwei Dignitäten besetzen. Domkapiteln mit nur einer Dignität steht der Domdekan oder Domdechant vor.
- Stiftspropst bezeichnet den Vorsteher einer Gemeinschaft von Kanonikern eines Kollegiatstifts. Im Mittelalter war es nicht notwendig, dass der Propst ebenfalls Geistlicher war; häufig wurde dieses Amt von Adligen übernommen, da es mit großen Pfründen verbunden war. Ein weiterer Vorteil war, dass der Propst in der Regel von der Residenzpflicht befreit war. Wurde der Propst noch bis ins 11. Jahrhundert vom Erzbischof eingesetzt, so emanzipierte sich das Kapitel zunehmend und wählte später seinen Leiter selbst durch freie Wahl. Dies führte jedoch mehr und mehr zu Spannungen, da auch die Kurie versuchte, starken Einfluss zu nehmen, und durch den direkten Eingriff der Päpste wurden die Posten häufig durch Kuriale, vielfach Kardinäle, besetzt. Der Kampf um den Einfluss verschiedener Interessengruppen führte zu schnellem Wechsel der Propststellen oder sogar zu Doppelbesetzungen.
Eine der wichtigsten Propsteien bildete das St.-Cassius-Stift am Bonner Münster. Dessen Propst war der mächtigste Mann nach dem Erzbischof und seine Einkünfte überstiegen die des Kölner Dompropstes um das Doppelte und die seines Mainzer Kollegen um das Vierfache. Nicht zuletzt deshalb gab es unter den Stiften einen fortdauernden Kampf um die Vorherrschaft.
- Propst-(Pfarrer) ist ferner die Bezeichnung für einige Pfarrer einer zentralen Pfarrei, die meist erst im 20. Jahrhundert mit dem Titel einer Propstei hervorgehoben wurde. Die Propsteikirche (Ecclesia praeposita) ist in diesen Fällen Hauptkirche einer Stadt und Region und/oder besitzt besondere historische Bedeutung. Zu unterscheiden sind bischöflich und päpstlich (durch Breve) errichtete Propsteikirchen.

### Ordensklerus
Im Klerus der Ordensgemeinschaften wird der Begriff je nach Orden unterschiedlich verwendet:
- Benediktiner: Ursprünglich nach der Regula Benedicti der Stellvertreter des Abtes im Kloster. Ab dem 10. Jahrhundert wurde die Bezeichnung Propst zunehmend durch Prior ersetzt. Sie blieb aber noch länger für die Oberen kleinerer, häufig nicht selbständiger Klöster erhalten.
- Benediktinerinnen und Zisterzienserinnen: Im Mittelalter und der frühen Neuzeit wurden die Abteien und Klöster der Frauenklöster benediktinischer Prägung nach außen repräsentiert von einem Propst. Er wickelte für das Kloster verbindlich Rechtsgeschäfte und finanzielle Angelegenheiten ab wie Erwerb von Grundbesitz, Annahme von Schenkungen, Eintreiben oder Entrichten fälliger Beträge. Der Propst war den Nonnen gegenüber verantwortlich.
- Regulierte Chorherren: Hier bezeichnet „(Stifts-)Propst“ den Vorsteher eines selbständigen Klosters, so etwa bei den Augustiner-Chorherren oder zum Teil den Prämonstratensern. Nach seiner Wahl durch das Stiftskapitel erhält der Propst meist die Abtsbenediktion durch einen Bischof. Der Propst hat somit den Rang eines wirklichen Prälaten, rangiert in der Hierarchie gleich nach einem Bischof und darf wie dieser Pontifikalien verwenden
- Praepositus, also mit der lateinischen Form des Begriffes, wird der höhere Obere des Oratoriums des hl. Philipp Neri genannt. Diese Kongregation wählt ihren Präpositus jeweils für drei Jahre.
- Auch der Spiritual in manchen klausurierten Frauenklöstern wurde früher gelegentlich als Propst bezeichnet.

## Evangelische Kirchen
In den evangelischen Kirchen kann Propst sehr unterschiedliche Bedeutungen haben.
- Als Amtsbezeichnung wird er verwendet für:
  - den Stellvertreter des Bischofs in der Kirchenleitung
  - einen Regionalbischof für eine bestimmte Region (oft Sprengel oder Propstei genannt)
  - in einigen Landeskirchen auch das Oberhaupt einer Propstei, eines Kirchenbezirks oder Dekanats (siehe auch Superintendent).
- Der Pfarrer der Evangelischen Gemeinde deutscher Sprache in Jerusalem führt als Vertreter der Evangelischen Kirche in Deutschland (EKD) den Titel Propst.
- Der Pfarrer der Evangelischen Gemeinde deutscher Sprache in Breslau und Niederschlesien führt als oberster Geistlicher dieser Gemeinde den Titel Propst.
- Der Bezirk eines Propstes in der evangelischen Kirche ist der Kirchenkreis oder das Dekanat oder eine Region/Propstei (EKHN; Nordkirche).
- In der Evangelischen Kirche in Hessen und Nassau bildeten die sechs Pröpste mit dem Kirchenpräsidenten und seinem Stellvertreter bis 2010 das Leitende Geistliche Amt als kollegiales Bischofsamt. Seit der Revision der Kirchenordnung sind die Pröpste Mitglieder der Kirchenleitung.
- In der Evangelischen Kirche Berlin-Brandenburg-schlesische Oberlausitz (EKBO) ist die Aufgabe des Propstes – neben der Vertretung des Bischofs – die theologische Leitung des Konsistoriums in Berlin.
- In der Selbständigen Evangelisch-Lutherischen Kirche (SELK) ist ein Propst Mitglied der Kirchenleitung und Verantwortlicher seiner Kirchenregion. In der SELK gibt es vier Kirchenregionen mit je einem Propst als leitenden Geistlichen.[3]
- In den lutherischen Kirchen Dänemarks und Norwegens ist ein provst bzw. prost der leitende Geistliche innerhalb eines regionalen Aufsichtsbezirks (provsti bzw. prosti), der einem Kirchenkreis entspricht. In der Schwedischen Kirche heißt der entsprechende Bezirk kontrakt, Leiter ist der kontraktsprost. In der finnischen Kirche heißt der Bezirk auf Finnisch rovastikunta, auf Schwedisch prosteri und der leitende Geistliche lääninrovasti bzw. wie in Schweden kontraktsprost. Ein Dompropst (domprovst/domprost/tuomiorovasti) ist in den nordischen lutherischen Kirchen der Propst der Propstei, innerhalb deren die Domgemeinde liegt, und zugleich Oberpfarrer der Domgemeinde. In Norwegen und Schweden ist er daneben der Stellvertreter des Bischofs, in Schweden darüber hinaus Mitglied des Domkapitels.
- Propst (schwedisch prost, finnisch rovasti) ist in der schwedischen und finnischen Kirche ein Ehrentitel, den ein Bischof einem besonders verdienten Geistlichen verleihen kann.

## Damenstifte
Bei den freiweltlichen Damenstiften war die Pröpstin die Vertreterin der Äbtissin. Sie leitete die Güterverwaltung des Stifts und vertrat es auch bei einer Sedisvakanz. Ein berühmtes Beispiel war Aurora von Königsmarck als Pröpstin von Stift Quedlinburg. Wie bei Männerorden gab es auch Damenstifte und Klöster, die statt von einer Äbtissin ständig von einer Pröpstin geleitet wurden, so etwa das Magdalenenstift in Altenburg und die Frauenklöster der Augustiner-Chorfrauen, z. B. in Riedern am Wald.
Der männliche Rechtsvertreter der schleswig-holsteinischen Damenstifte St.-Johannis-Kloster vor Schleswig, Kloster Uetersen und Kloster Preetz, der meist aus der Ritterschaft stammte und bis heute kein Geistlicher ist, trägt den Titel Probst. Im Kloster Itzehoe wird er Verbitter genannt.

## Anglikanische Kirche
Der Domdekan einer anglikanischen Kathedrale wird Provost genannt, wenn diese gleichzeitig als Pfarrkirche dient.

## Staatskirchliche Funktionen
- Fürstpropst, Propst eines Kollegiatstifts, der zum Reichsfürsten des Heiligen Römischen Reiches erhoben wurde (Fürstpropstei); er gehörte zu den Reichsprälaten
- Feldpropst, der oberste Militärgeistliche (Preußen, andernorts andere Namen üblich, siehe Militärbischof)